# 達利尼克河

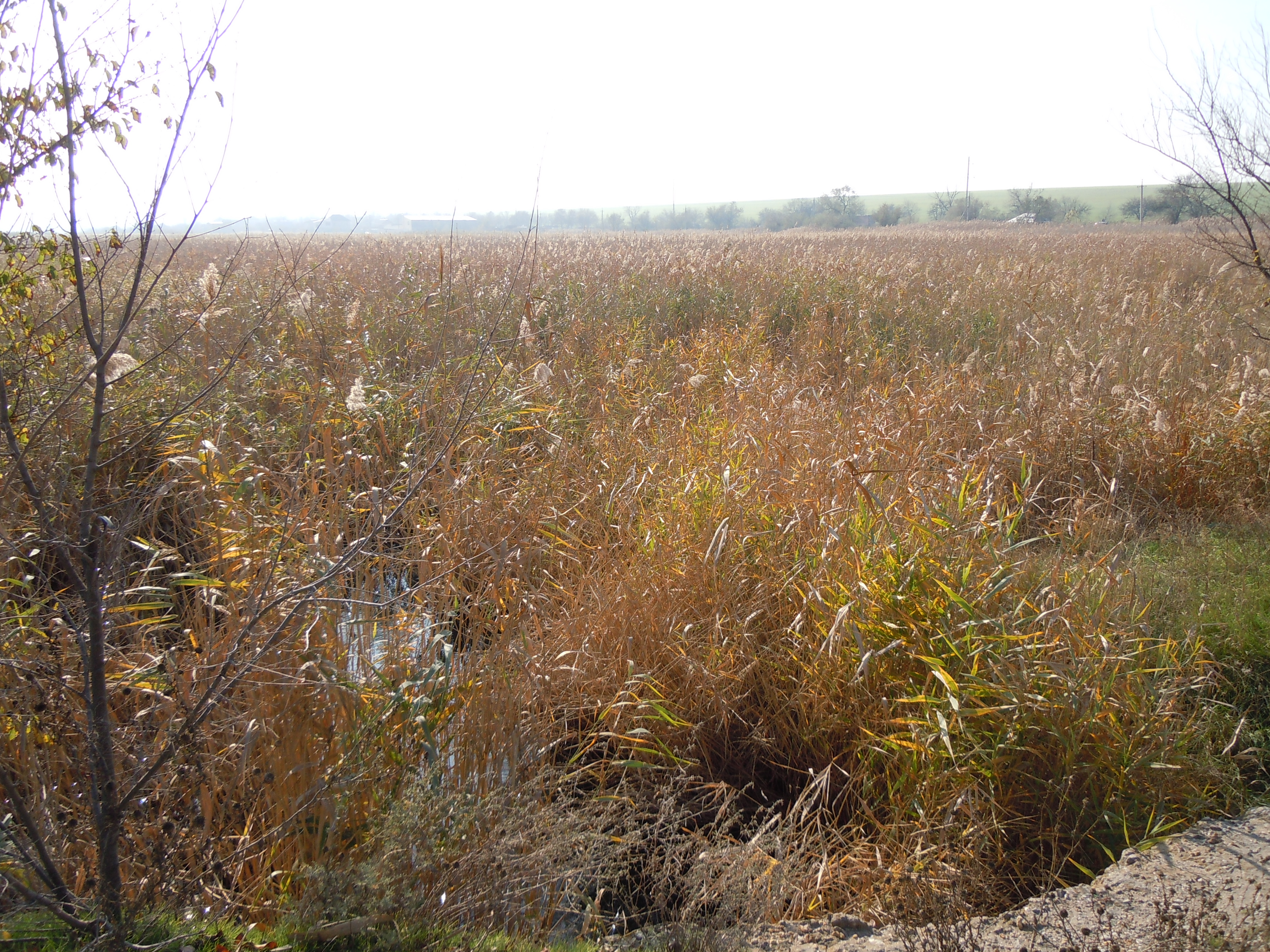

達利尼克河（烏克蘭語：Дальник），是烏克蘭的河流，位於該國西南部，發源自达奇内以西，流經敖德薩州，河道全長18公里，流域面積175平方公里，河畔城鎮有大達利尼克。